# Rito della professione religiosa

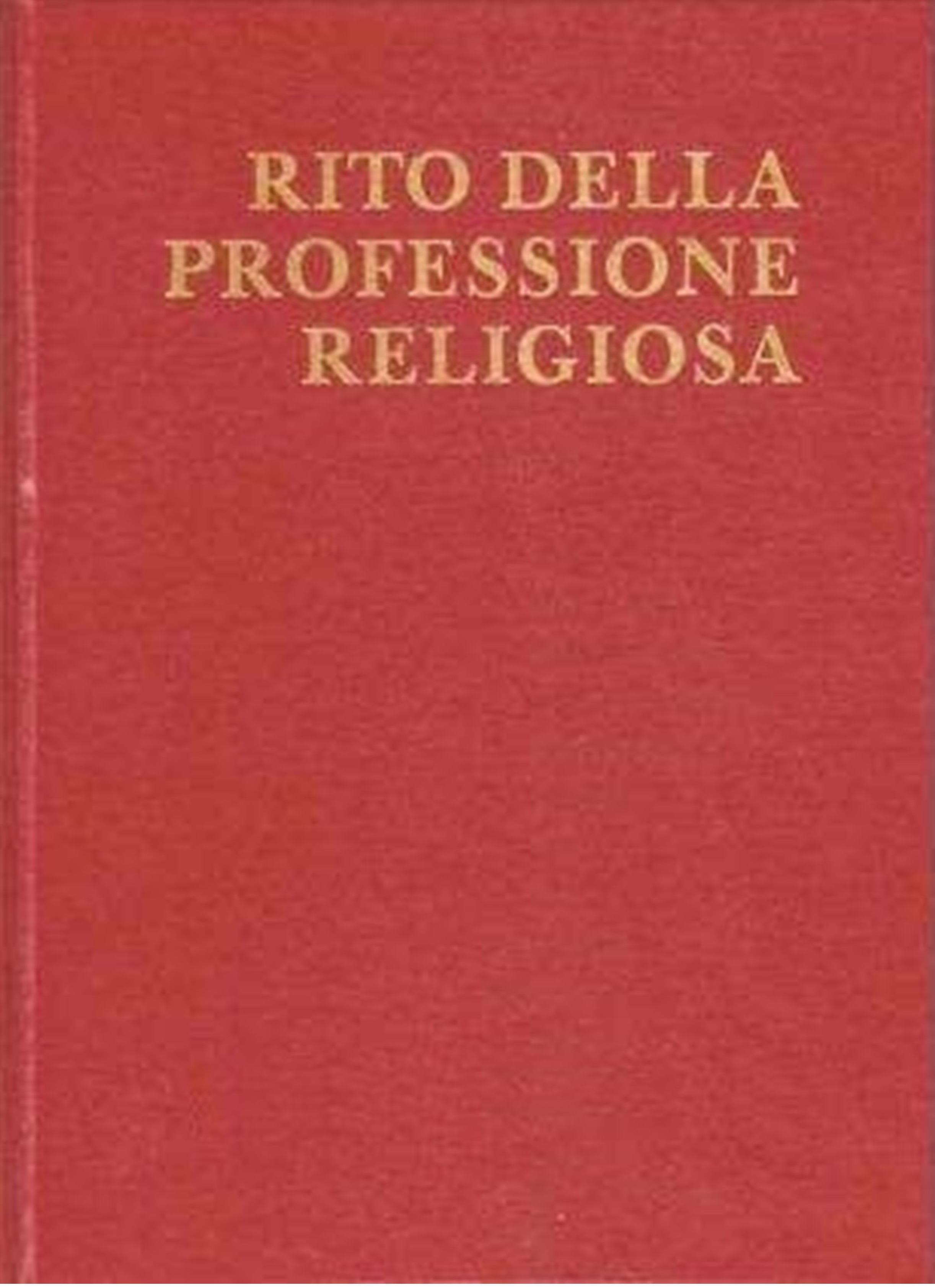
Copertina frontale del Libro sul Rito della Professione religiosa

Il Rito della Professione religiosa in latino: Ordinis Professionis Religiosæ, (abbreviato: OPR) è un testo del Rituale romano per la consacrazione dei religiosi e delle religiose nei vari Ordini Religiosi della Chiesa cattolica. 
Riformato a norma dei decreti del Concilio Ecumenico Vaticano II fu approvato dal pontefice Paolo VI che ne autorizzò la promulgazione avvenuta con decreto della Sacra Congregazione per il culto divino, il 13 gennaio 1975. Di uso obbligatorio dal 2 febbraio 1976.